# آمیتیویل (پنسیلوانیا)
آمیتیویل (به انگلیسی: Amityville) یک منطقهٔ مسکونی در ایالات متحده آمریکا است که در پنسیلوانیا واقع شده است. آمیتیویل ۱۰۰٫۸۹ متر بالاتر از سطح دریا قرار دارد.